# Panikhide
La Panikhide (du slavon d'Église : панvхида, panikhída, « panikhide » du grec ancien : παννυχίς, pannychis, « vigile ») est un service mémoriel pour un défunt en usage dans les Églises d'Orient – Églises orthodoxes et Églises catholiques de rite byzantin.
La Panikhide est à la fois une célébration pour le repos du défunt et une consolation pour ses proches ; le chant final Mémoire éternelle est aussi un appel à son souvenir. C'est l'équivalent d'une messe de Requiem dans le rite occidental.

## Le service
Le service se compose de psaumes, d'ecténies, d'hymnes et de prières. Il suit l'ordre général de l'Orthros. C'est un service funèbre abrégé. Ses portions les plus notables sont le Kontakion des Défunts
et le chœur final Mémoire éternelle (slavon : Vyechnaya Pamyat).

## Célébration de la panikhide
La Panikhide est célébrée à la demande des proches du disparu. Lorsque possible, elle est dite près de la sépulture du défunt. La Panikhide est généralement célébrée aux dates suivantes :
- Troisième jour après la mort[note 3] ;
- Neuvième jour;
- Quarantième jour ;
- Trois mois ;
- Six mois ;
- Premier anniversaire de la mort ;
- Troisième anniversaire (certains proches demandent un service mémoriel annuel).

Les familles préparent souvent un plat de koliva (slavon : koutia) disposé sur la table mémorielle (ou table de Litia).
À cause de la célébration de la Résurrection du Christ, aucune Panikhide ne peut être célébrée de la Semaine sainte à la Semaine radieuse ni les dimanches toute l'année.